# طبق البامية
البامية كما تعرف باسم البامية المطبوخة أو البامية باللحم هو عبارة عن طبق يتم إعداده في الشرق الأوسط باستخدام لحم الخروف والبامية والطماطم كمكونات أساسية. المكونات الإضافية المستخدمة قد تشمل على صلصة الطماطم، البصل، والثوم، والكزبرة، والزيت النباتي، والهيل، والملح والفلفل. يدخل في إعداد هذا الطبق في مصر عصب الخروف (الأوتار)، والذي يمكن أن يأخذ وقتا طويلا في الطهي. يتم استخدام (التقلية) وهي صلصة مصرية تحضر من الثوم، كعنصر لإضافة النكهة إلى البامية.

## في تركيا
في تركيا، البامية هو الحساء الأناضولي الذي له نكهة حلوة وحامضة. يتم إعداده باستخدام البامية وعصير الليمون وزيت الزيتون والسكر والملح والفلفل. يتم تقديم البامية التركية في بعض الأحيان كمطهر للفم ما بين حلقات الطعام في الأعياد الاحتفالية.